# Nou 24
Nou 24 (Nou vint-i-quatre) fou el segon canal de l'empresa pública Televisió Valenciana i des l'inici de les seves emissions el 3 de febrer de 2009 fins al 29 de març del 2009 va emetre exclusivament per TDT en el múltiplex de TVV, que tenia una cobertura del 96% al País Valencià. El 30 de març va començar a emetre en analògic tot ocupant la freqüència des d'on emetia el canal Canal Nou Dos. Des que es va produir l'apagada analògica, tots els canals emeten a través de la TDT.
A causa de la dura crisi que travessava l'ens públic valencià, la direcció d'RTVV informà que, des del 6 de juliol del 2013, Canal Nou Dos i Canal Nou 24 passarien a ser un nou canal, que mantindria aquesta última denominació i estaria destinat fonamentalment a la informació, la cultura i les retransmissions. Aquest segon canal sorgit de la fusió també es dedicà a emetre qualsevol contingut, manifestació cultural o artística que fomente la difusió de la llengua i la cultura valencianes. La fusió d'ambdós canals fou aprovada el 5 de juliol del 2013 pel ple del Consell en virtut del contracte programa de Radiotelevisió Valenciana, permetent a aquesta societat pública un estalvi anual de 2,7 milions d'euros.
Per altra banda, les seccions sindicals d'RTVV informaren en un comunicat que havien acceptat la proposta de la direcció d'RTVV per prorrogar la vigència del huité conveni col·lectiu fins a l'1 de novembre del mateix any. En la nota, indicaren que les negociacions per a tal conveni col·lectiu començarien el dia 1 de setembre.
Així, el canal fou destinat fonamentalment a la informació, la cultura i les retransmissions, a banda d'emetre qualsevol contingut, manifestació cultural o artística que fomente la difusió de la llengua i la cultura valencianes. Anteriorment, el canal era exclusivament de caràcter informatiu i emetia butlletins de notícies de 15 minuts de durada cada mitja hora a en punt i a la mitjana, alternant entre aquests butlletins amb reportatges d'investigació, mini-entrevistes amb personatges de l'actualitat, notícies de diversos temes profunditzades, entre d'altres. També es reemeten els informatius dels altres canals de TVV, i programes culturals de l'extint Canal Nou Dos.
Amb el tancament de Radiotelevisió Valenciana, Nou 24 va deixar d'emetre el 29 de novembre de 2013.

## Programes
Al marge dels informatius diaris i dels butlletins, aquests eren alguns dels espais que formen la graella del nou canal:
- Repor: són notícies llargues o mini reportatges de temes d'actualitat amb una durada d'entre 5 i 10 minuts. S'elaboren principalment amb el material que, sobre un tema determinat, es treballa durant diversos dies seguits en les diferents seccions de la redacció. És una forma d'aprofundir en alguns temes de l'actualitat. Generalment s'utilitzaran en el període d'una setmana. Es combina la seua emissió en alguns butlletins.
- Entrevista: de 10-15 minuts de duració que se s'emetran combinades en alguns butlletins.
- Ajusts: microespais de contingut atemporal que permet la seva emissió en qualsevol moment i servixen d'ajustament de la programació.

## Audiència
| 2009 | 2010 | 2011 | 2012 | 2013 |
| ---- | ---- | ---- | ---- | ---- |
| 0,5% | 0,3% | 0,3% | 0,3% | 0,4% |